# Túmulo

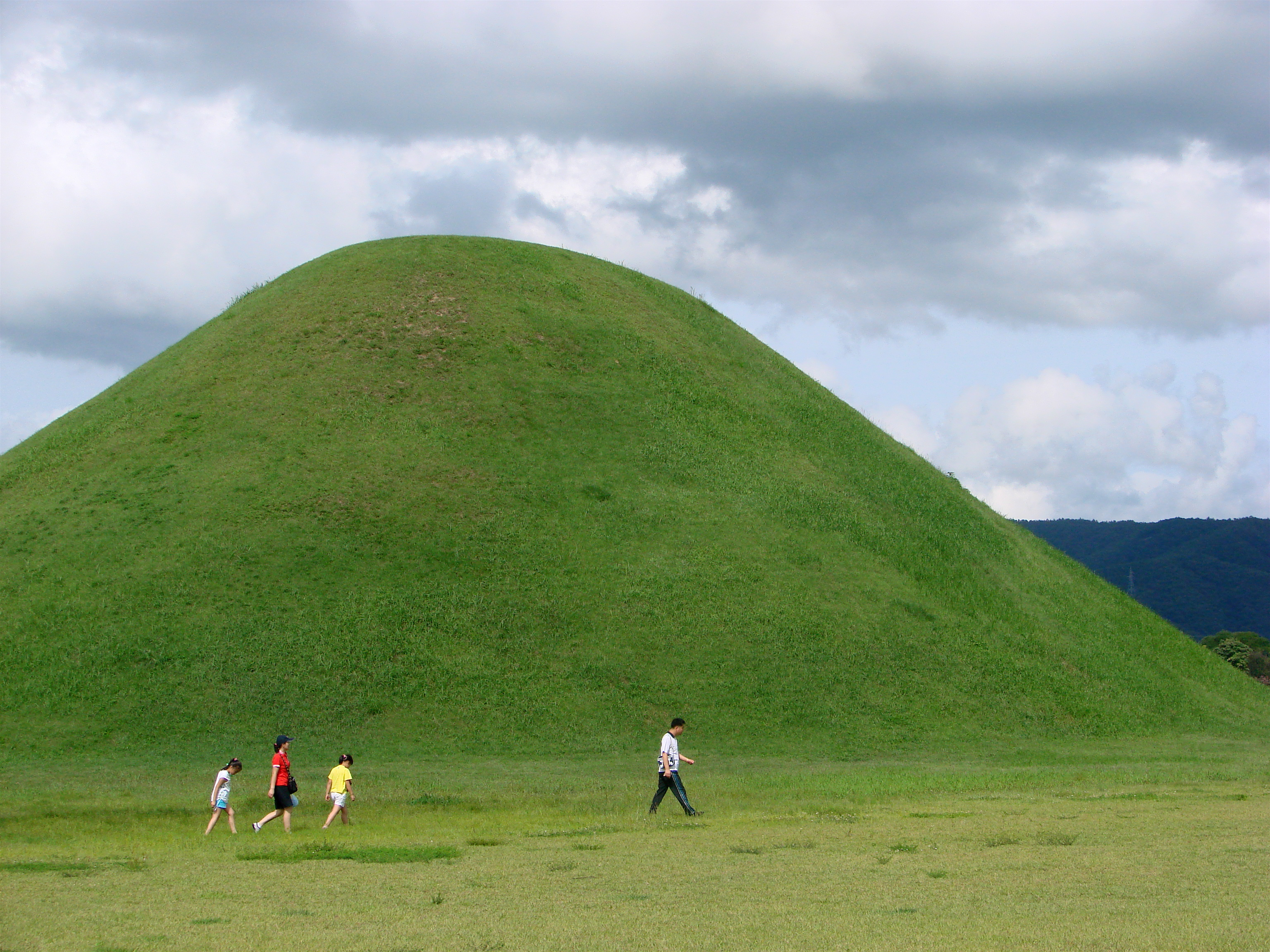
Túmulo funerario de los reyes Silla en Corea.

Un túmulo, palabra proveniente del latín tumulus (elevación), es el nombre que recibe el montón de tierra y piedras levantado sobre una tumba o varias, y que se remonta a la época de las edades de Piedra, del Bronce y del Hierro.
Originariamente consistía en una pila de rocas que recubrían directamente el cuerpo, pero su estructura fue modificada a lo largo de los siglos y estos enterramientos fueron cubiertos por tierra hasta formar verdaderas colinas artificiales,  creciendo de tamaño hasta llegar a convertirse en cámaras funerarias en las que reposaban tanto el guerrero muerto como sus armas y sus principales pertenencias. En ocasiones albergaban el enterramiento de numerosos individuos. La aparición de los túmulos está habitualmente relacionada con una forma de reivindicación de derechos sobre las tierras en las que se ubicaban. Cuanto menos visibles desde lo lejos eran los asentamientos, más visibles se hacían los túmulos, a modo de indicadores de que el territorio estaba ocupado.

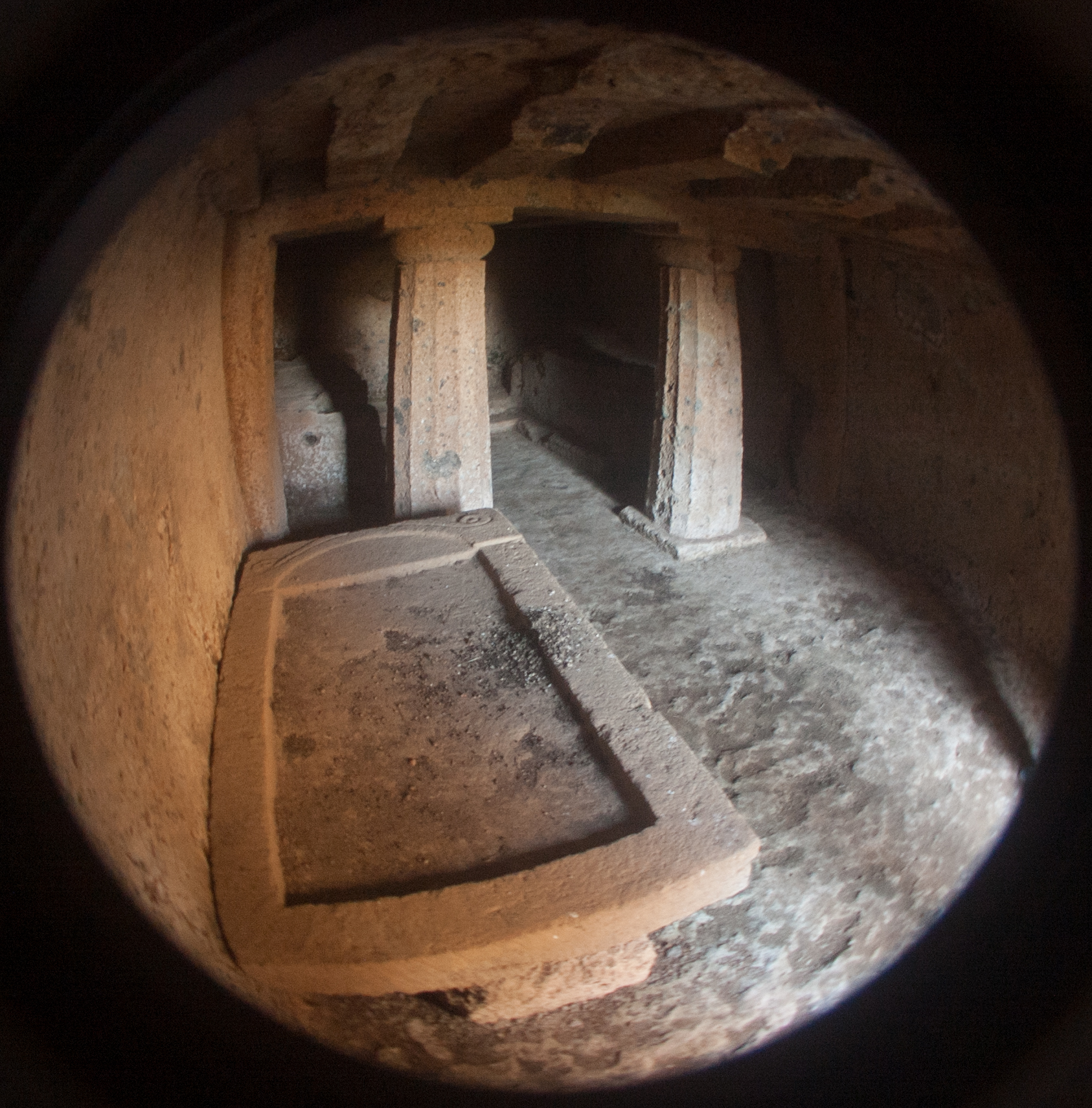
Túmulo etrusco de cámara en la ciudad de Blera.

## Clasificación por su forma

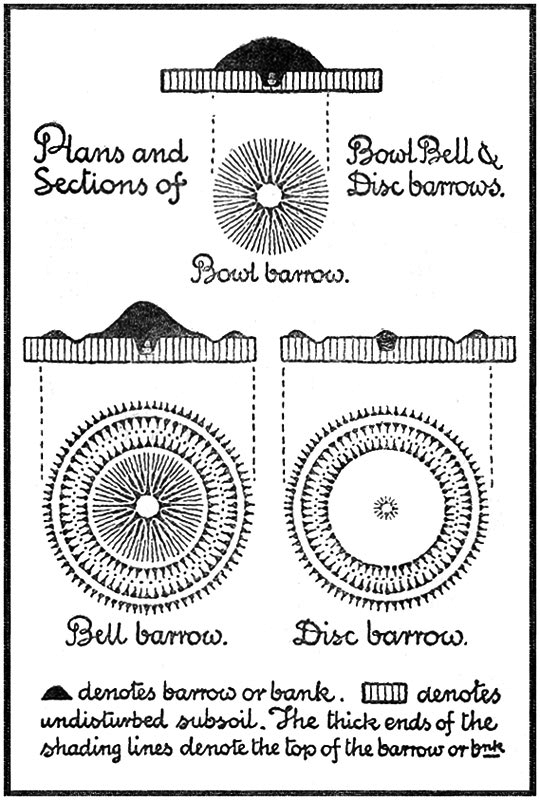
Túmulos (barrow): en campana (bell), disco (disc) y cuenco (bowl).

Se suelen distinguir por su forma y reciben los siguientes nombres:
- alargado
- en campana
- en disco
- en cuenco
- en estanque
- en loma